# Sublettiella calvata
Sublettiella calvata är en tvåvingeart som beskrevs av Ole Anton Saether 1983. Sublettiella calvata ingår i släktet Sublettiella och familjen fjädermyggor.
Artens utbredningsområde är South Carolina. Inga underarter finns listade i Catalogue of Life.